# Барбара
 Тази статия е за френската певица.  За селището в Италия вижте Барбара (Италия).  
Барбара̀ (на френски: Barbara) е френска певица и авторка на песни.

## Биография
Родена е на 9 юни 1930 година в Париж като Моник Андре Серф в еврейско семейство на дребен търговец и общинска чиновничка. Започва да се занимава с музика след Втората световна война. В средата на 50-те години придобива по-широка известност с авторските си песни и скоро се налага като едно от известните имена на шансона.
Барбара умира на 24 ноември 1997 година в Ньой сюр Сен.